# Akkreditierungs- und Zulassungsverordnung Arbeitsförderung
Die Verordnung über die Voraussetzungen und das Verfahren zur Akkreditierung von fachkundigen Stellen und zur Zulassung von Trägern und Maßnahmen der Arbeitsförderung nach dem Dritten Buch Sozialgesetzbuch (Akkreditierungs- und Zulassungsverordnung Arbeitsförderung – AZAV) ist eine Rechtsverordnung des Bundesministeriums für Arbeit und Soziales (BMAS) aufgrund § 184 SGB III. Sie trat am 6. April 2012 in Kraft. Gleichzeitig trat die Anerkennungs- und Zulassungsverordnung – Weiterbildung (AZWV) vom 16. Juni 2004 außer Kraft (§ 8 Satz 2 AZAV).

## Anerkennungs- und Zulassungsverordnung – Weiterbildung (AZWV) vom 16. Juni 2004
Die AZWV war eine Verordnung des damaligen Bundesministers für Wirtschaft und Arbeit im Einvernehmen mit dem Bundesministerium für Bildung und Forschung. Rechtsgrundlage war der damalige § 87 SGB III, der mit dem Zweiten Gesetz für moderne Dienstleistungen am Arbeitsmarkt (Hartz II) zum 1. Januar 2003 in das SGB III eingefügt worden war.
Die AZWV regelte seit dem 1. Juli 2004 das Verfahren der externen Zertifizierung von Bildungsträgern und Weiterbildungsmaßnahmen, außerdem die erforderliche Akkreditierung der Zertifizierungsagenturen und die Qualitätssicherung in Bezug auf die Zertifizierungsstellen, um Leistungen der beruflichen Weiterbildung zielführender auszugestalten.
Die von den Agenturen für Arbeit bzw. den Arbeitsgemeinschaften für Grundsicherung an Arbeitsuchende herausgegebenen Bildungsgutscheine konnten nur für nach AZWV zertifizierte Bildungsmaßnahmen bei entsprechend zertifizierten Bildungsträgern eingelöst werden.
Nach der AZWV konnten sich Bildungsträger mit ihren Bildungsmaßnahmen über sogenannte fachkundige Stellen (FKS) zertifizieren lassen. Das bedeutete, dass mit einer Träger- und Maßnahmezertifizierung durch eine fachkundige Stelle ein Bildungsträger (Verein, GmbH, gGmbH usw.) als zugelassener Bildungsträger in Verbindung mit §§ 7,8 AZWV und mit der jeweiligen (zertifizierten) Fortbildungsmaßnahme als zugelassene Weiterbildungsmaßnahme nach § 85 SGB III ausgestattet war. Die Zulassung erfolgte durch unabhängige fachkundige Zertifizierungsstellen.
Auszug aus der AZWV (§ 8 Abs. 4):
Ein System zur Sicherung der Qualität nach § 84 Nr. 4 des Dritten Buches Sozialgesetzbuch liegt vor, wenn ein den anerkannten Regeln der Technik entsprechendes systematisches Instrument zur Qualitätssicherung und Qualitätsentwicklung dokumentiert, wirksam angewendet und dessen Wirksamkeit ständig verbessert wird. Der Antrag muss insbesondere eine Dokumentation enthalten zu
1. einem kundenorientierten Leitbild,
2. der Berücksichtigung arbeitsmarktlicher Entwicklungen bei Konzeption und Durchführung von Bildungsmaßnahmen,
3. der Art und Weise der Festlegung von Unternehmenszielen sowie Lehr- und Lernzielen, Methoden einschließlich der Methoden der Bewertung des Eingliederungserfolgs,
4. den Methoden zur Förderung der individuellen Lernprozesse,
5. einer regelmäßigen Evaluierung der angebotenen Maßnahmen mittels anerkannter Methoden,
6. der Unternehmensorganisation und -führung,
7. der Durchführung von eigenen Prüfungen zur Funktionsweise des Unternehmens,
8. der Bereitschaft zur Zusammenarbeit mit externen Fachkräften zur Qualitätsentwicklung und
9. den Zielvereinbarungen, der Messung des Grads der Zielerreichung und der Steuerung fortlaufender Optimierungsprozesse auf der Grundlage erhobener Kennzahlen oder Indikatoren.

Die Anerkennung der FKS erfolgte nach der AZWV und der DIN EN ISO 17021 und wurde durch die Anerkennungsstelle der Bundesagentur für Arbeit wahrgenommen. Das Verfahren nach der AZWV wurde durch Empfehlungen des bei der Anerkennungsstelle gebildeten Anerkennungsbeirats konkretisiert. Der Anerkennungsbeirat beriet und unterstützte die Anerkennungsstelle und liefert bindende Interpretationen.

## Akkreditierungs- und Zulassungsverordnung Arbeitsförderung (AZAV) vom 2. April 2012
Mit dem Gesetz zur Verbesserung der Eingliederungschancen am Arbeitsmarkt vom 20. Dezember 2011 wurde ein neues Kapitel zur Zulassung von Trägern und Maßnahmen in das SGB III eingefügt. Die AZWV wurde durch eine neue Verordnung des BMAS abgelöst, die im Wesentlichen Regelungen zur Trägernahmezulassung und zum Zulassungsverfahren enthält.
Die von den Agenturen für Arbeit bzw. Jobcentern an Arbeitsuchende herausgegebenen Bildungsgutscheine für zur Förderung der beruflichen Weiterbildung (FbW) bzw. Aktivierungs- und Vermittlungsgutscheine (AVGS) können nur in nach AZAV zertifizierten Bildungsmaßnahmen bei entsprechend zertifizierten Bildungsträgern eingelöst werden. AVGS zur Personalvermittlung analog bei entsprechend zertifizierten Personalvermittlungsunternehmen.
Die AZAV gliedert die Bildungsträger bzw. Personalvermittlungsunternehmen nach verschiedenen Fachbereichen:
1. Aktivierung und berufliche Eingliederung
2. Private Arbeitsvermittler
3. Berufswahl und Berufsausbildung
4. Berufliche Weiterbildung
5. Transferleistungen
6. REHA-spezifische Maßnahmen

Die Zulassung von Trägern erfolgt über eine Dokumentenprüfung und ein anschließendes Vor-Ort-Audit, während es sich bei Maßnahmenzulassungen in der Regel um eine Dokumentenprüfung handelt. Die in der AZAV beschriebenen Anforderungen werden durch die Empfehlungen des Beirats nach § 182 SGB III und Umsetzungshinweise nach § 6 Abs. 2 AZAV der Bundesagentur für Arbeit konkretisiert und sind verbindlich.